# Asaeli Ai Valu

a Compétitions nationales et continentales officielles uniquement.

b Matchs officiels uniquement.
Dernière mise à jour le 9 août 2024.
Asaeli Ai Valu (ヴァル アサエリ愛, Varu Asaeri Ai), né le 7 mai 1989 à Tofoa aux Tonga, est un joueur international japonais d'origine tongienne de rugby à XV, jouant au poste de pilier droit. Il évolue avec le club des Saitama Wild Knights en League One depuis 2013.

## Biographie
Asaeli Ai Valu est le fils de Fakahau Valu (en), ancien joueur de rugby à XV international tongien, ayant participé à la Coupe du monde 1987.
Né Asaeli Valu, il s'ajoute le kanji Ai (愛)  à son nom, qui est le début du nom de sa femme Airi Hagimoto, lorsqu'il obtient la nationalité japonaise en 2017.

## Carrière

### En club
Asaeli Ai Valu émigre au Japon à l'adolescence pour suivre sa scolarité au lycée de Fukaya avant de rejoindre l'Institut technologique de Saitama (en), où il évolue en championnat japonais universitaire avec le club universitaire entre 2009 et 2013.
En 2013, il rejoint le club des Panasonic Wild Knights situé à Ōta et qui évolue en Top League. Originellement troisième ligne centre, il se reconvertit à partir de 2014 au poste de pilier,.
En décembre 2017, il est également annoncé dans l'effectif 2018 de la franchise japonaise des Sunwolves, évoluant en Super Rugby. Il ne dispute qu'une seule rencontre, mais est prolongé pour une saison supplémentaire,. Pour sa deuxième et dernière saison avec cette franchise, il dispute cinq rencontres.
En 2022, son club change de nom pour devenir Saitama Wild Knights lorsqu'il entre dans le nouveau championnat national appelé League One. Ai Valu et son club remporte la compétition dès la première édition.

### En équipe nationale

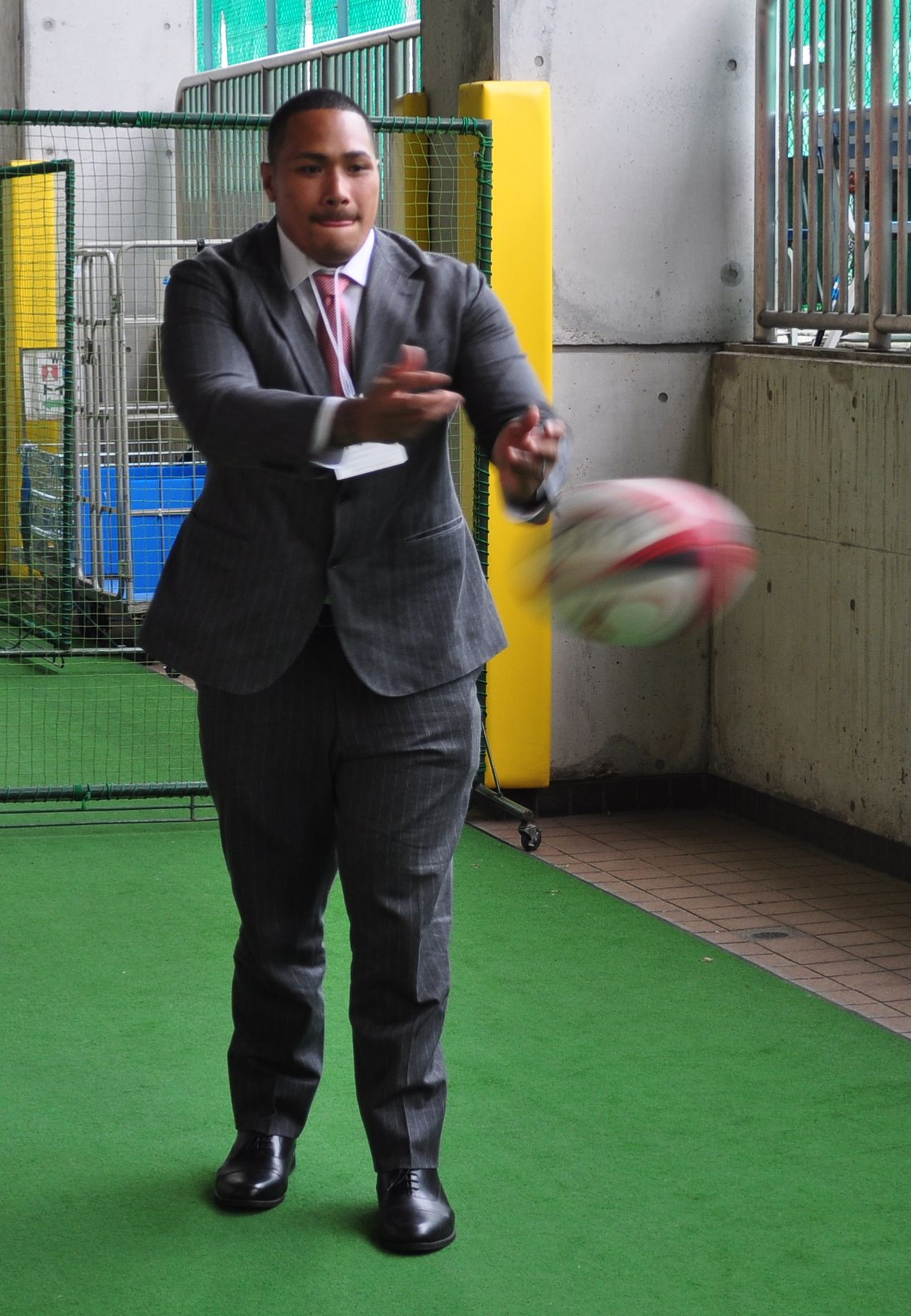
Asaeli Ai Valu en 2018.

Asaeli Ai Valu est sélectionné pour la première fois avec l'équipe du Japon dans le cadre de la tournée de novembre 2017. Il obtient sa première cape internationale le 4 novembre 2017 à l'occasion d'un test-match contre l'équipe d'Australie à Yokohama.
Il fait partie du groupe japonais sélectionné pour participer à la Coupe du monde 2019 au Japon. Il dispute cinq rencontres, dont le quart de finale contre l'équipe d'Afrique du Sud. Il n'est titulaire qu'une fois, étant principalement utilisé comme doublure de Koo Ji-won.
Il est appelé dans le groupe japonais pour la préparation de la Coupe du monde 2023. Il est ensuite retenu dans la sélection finale pour le Mondial,. Il joue les quatre rencontres de son équipe, toutes comme remplaçant.

## Palmarès

### En club
- Vainqueur de la Top League en 2014, 2015, 2016 et 2021 avec les Wild Knights.
- Vainqueur de la League One en 2022 avec les Wild Knights.
- Finaliste de League One en 2018, 2023 et 2024 avec les Wild Knights.

### Distinctions personnelles
- Membre de l'équipe type du Championnat du Japon en 2018[16]

## Statistiques en équipe nationale
- 30 sélections avec le Japon depuis 2017.
- 10 points (2 essais).

- Participation à la Coupe du monde en 2019 (5 matchs) et 2023 (4 matchs).